# محمد: زندگی‌نامه پیامبر اسلام
کتاب محمد: زندگی‌نامه پیامبر اسلام (به انگلیسی: Muhammad: A Biography of the Prophet) توسط کارن آرمسترانگنویسنده و پژوهشگر انگلیسی نوشته شده‌است.

## انگیزه تألیف
نویسنده هدف خود را از تألیف این کتاب ارائه تصویری صحیح و متفاوت از اسلام و محمد بن عبدالله به مردم غرب دانسته‌است. آرمسترانگ معتقد است شخصیت محمد بن عبدالله بسیار متفاوت با آن تصویری است که سلمان رشدی ارایه می‌دهد. وی همچنین معتقد است مردم غرب حوادث یازدهم سپتامبر ۲۰۰۱ را دلیلی بر سند تعصبی بودن اسلام بود و نشانه ای از این که اسلام دین ترور، قتل و وحشت است می‌دانند؛ که وی این تصور را رد می‌کند.

## دیدگاه‌های نویسنده در مورد محمد بن عبدالله
آرمسترانگ معتقد است که محمد بن عبدالله در عین اینکه مرد جهاد بود، یک صلح طلب واقعی هم بوده‌است. نویسنده برای اثبات این ادعا، نمونه‌های تاریخی را ذکر می‌کند. وی تأکید می‌کند: 
محمد بن عبدالله جان، اعتقاد و پیروی نزدیک‌ترین یاران خود را در جریان صلح با مکه به گرو گذاشت تا این اتحاد بدون خونریزی به انجام رسد؛ چنان‌که همین معنا را از سوره فتح به خوبی می‌توان دریافت.
آرمسترانگ معتقد است محمدبن عبدالله بر اساس اصول اساسی اسلام، پیوسته در فکر مذاکره و صلح بود؛ زیرا لغت اسلام که به معنای تسلیم بودن در برابر خداوند است، از ریشه سلام به معنای صلح است.

## انتشار در ایران
این اثر با عنوان "کتاب زندگینامه پیامبر اسلام (ص)" در سال ۱۳۸۳ توسط انتشارات حکمت به چاپ رسیده‌است.